# 楕円桜
『楕円桜』（だえんさくら）は、日本の女性歌手、渡瀬あつ子の3枚目のシングル。 日本ラグビー応援ソングである。

## 解説
作詞・作曲は本人。カップリング曲『Sa・ku・ra ~daen-zakura~』は楕円桜の英語版。
ラグビーワールドカップ2007の頃、日本代表テクニカルコーチ秋廣秀一に代表選手が一つになる曲を依頼されて制作。当時の日本代表ヘッドコーチジョン・カーワンの推薦曲として発売された。
なお2015年には、日本代表田中史朗をリードボーカルとして現役・OBのラグビー選手が多数参加のMVが制作された。 

## 収録曲
1. 楕円桜 (4:21)
作曲：渡瀬あつ子、編曲：R.Yokaro
2. Sa・ku・ra ~daen-zakura~ (4:22)
作曲：渡瀬あつ子、編曲：R.Yokaro
3. 楕円桜 ~instrumental~ (4:19)
作曲：渡瀬あつ子、編曲：R.Yokaro